# カリス

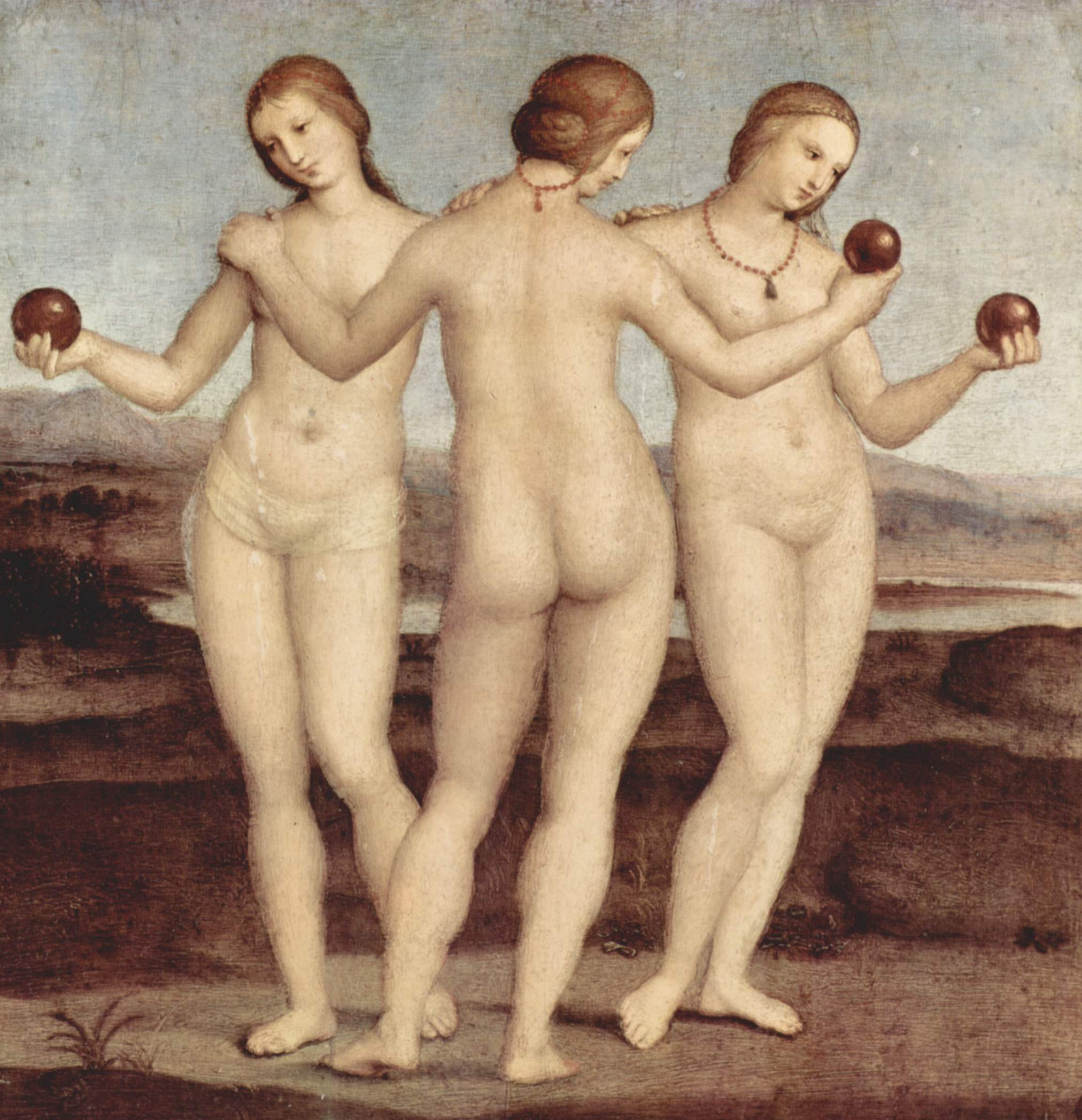
『三美神』（アグライアー、エウプロシュネー、タレイア）、ラファエロ・サンティ/絵、1504-1505年頃、コンデ美術館所蔵

カリス（古希: Χάρις、古代ギリシア語ラテン翻字: Kháris）は、ギリシア神話に登場する、美と優雅を司る女神たち。複数形はカリテス（古希: Χάριτες、古代ギリシア語ラテン翻字: Khárites）。

## 概要
カリスは通常はゼウスとオーケアノスの娘エウリュノメーの娘たちとされるが、母親はヘーラーとする説もある。また、ヘーリオスとヘスペリスたちの一柱アイグレーの娘たち、あるいはディオニューソスとアプロディーテーの娘たちとする説もある。ローマ神話にも取り入れられ、グラーティア（Gratia、複数形グラーティアエ、Gratiae）と呼ばれた。英語読みグレイス（Grace、複数形グレイシーズ、Graces）でも知られる。
カリスたちは美しい若い娘の姿であるとされる。オリュムポス山の山頂に住み、神々の宴ではアポローンの竪琴やムーサたちの歌声と共に演舞した。神々や人々に肉体的な美しさを表して喜ばせるだけでなく、精神的な部分においても優美を与えたといわれるため、美術だけでなく技術を志す人々にも信仰された。本来は春の芽生えの活力を表した神であったと考えられている。愛と美の女神となってからはアプロディーテーの従者とされるようになり、またその娘とする説も生まれた。

## カリスのリスト
元々人数は不定であったらしい。ヘーシオドスの『神統記』によれば、ゼウスと美しき海の女神・エウリュノメーの娘たちとしてアグライアー（「輝き (aglaia)」）、エウプロシュネー（「喜び (euphrosyne)」）、タレイア（「花盛り (thaleia)」）の3柱の名があげられており、一般的にはこの「三美神」がよく知られているが、他の叙事詩ではパーシテアー（「万物の女神 (pasithea)」）、カレー（「美女 (kale)」）、アウクソー（「成長 (auxo)」）とヘーゲモネー（「女王 (hegemone)」）、クレーター（「呼ばれる女 (kleta)」）とパエンナー（「輝く女 (phaenna)」）、カリス（「優雅 (Charis)」）などの名が挙げられている。また、ペイトー（「説得 (Peitho)」）もカリスの1柱と言われることがある。
パーシテアーはホメーロスの『イーリアス』に登場することでよく知られており、パーシテアー、カレー、エウプロシュネーの3柱を、またはノンノスの『ディオニューソス譚』ではパーシテアー、ペイトー、アグライアーの3柱をカリスたちとする説もある。また、アテーナイではアウクソーとヘーゲモネーの2柱以外にペイトーも加えた3柱を、ラコーニア地方ではクレーターとパエンナーの2柱をカリスたちとしていた。後にラコーニア地方のスパルタではアグライアー、エウプロシュネー、クレーターの3柱を指すようになった。またヘーパイストスの妻をカリスの1柱とする説があり、一般的にはこれはアグライアーであるとされるが、ホメーロスによれば単にカリスという名であるとされている。 

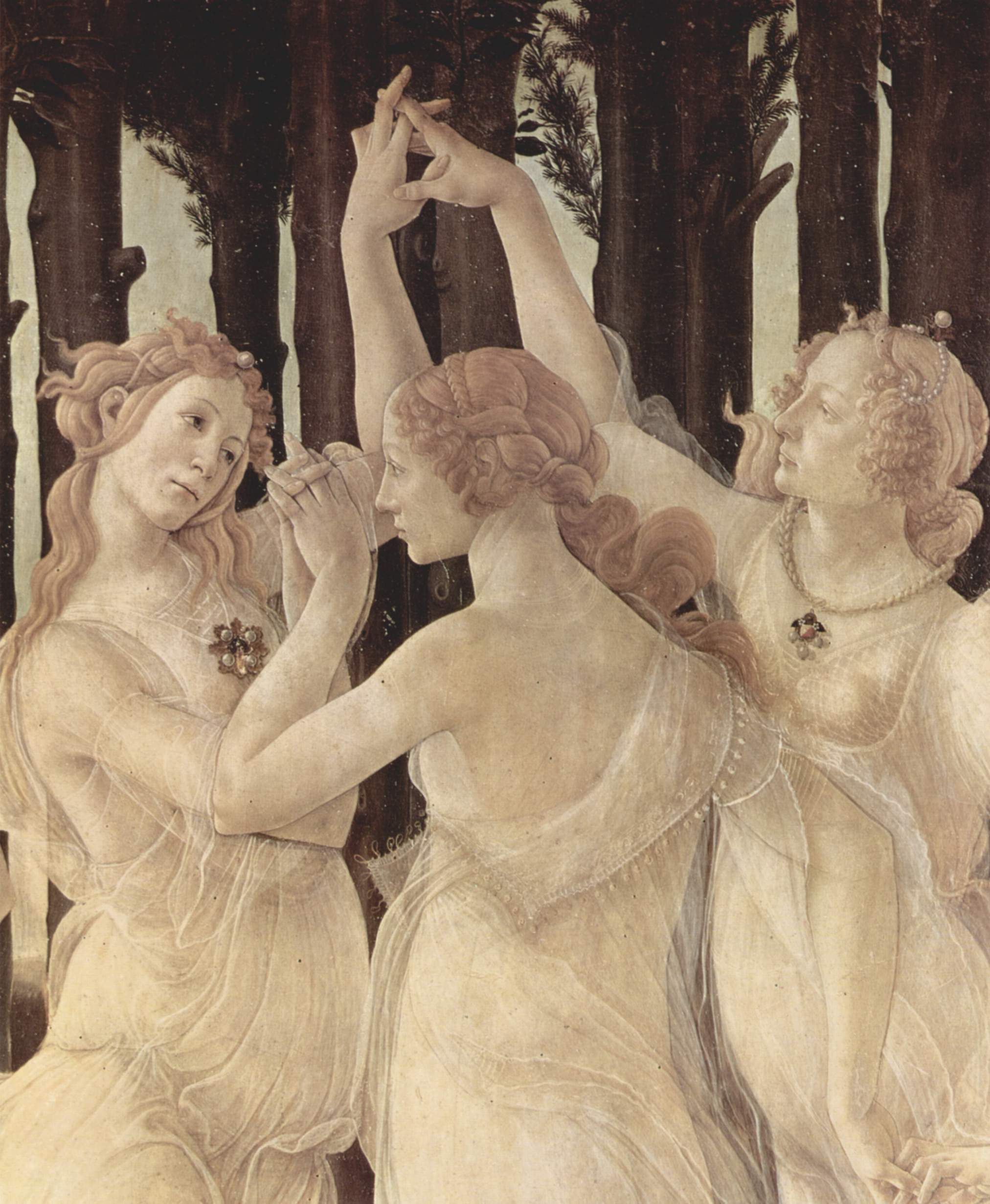
『プリマヴェーラ』（Primavera）細部、サンドロ・ボッティチェッリ/絵、1482-1485年頃、ウフィツィ美術館所蔵

明らかとなっているカリスたちは下表参照。
| カリス                                | 古代ギリシア語    | ラテン語            | 名前の意味  |
| ------------------------------------- | ----------------- | ------------------- | ----------- |
| アグライアー                          | Αγλαια            | Aglaia              | 輝き        |
| エウプロシュネー またはエウティミアー | Ευφροσυνη Ευθυμια | Euphrosyne Euthymia | 喜び 愉快さ |
| タレイア またはタリアー               | Θάλεια Θαλια      | Thaleia Thalia      | 花盛り      |
| パーシテアー                          | Πασιθεα           | Pasithea            | 万物の女神  |
| カレー またはカレーイス               | Καλη Καλλεις      | Cale Calleis        | 美女        |
| カリス                                | Χάρις             | Charis              | 優雅        |
| クレーター                            | Κλητα             | Cleta               | 呼ばれる女  |
| パエンナー                            | Φαεννα            | Phaenna             | 輝く女      |
| アウクソー                            | Αυξω              | Auxo                | 成長        |
| ヘーゲモネー                          | Ἡγεμονη           | Hegemone            | 女王        |
| ペイトー                              | Πειθώ             | Peitho              | 説得        |